# يفهينيا مارينتشينكو
يفهينيا مارينتشينكو ( الأوكرانية : Мари́нченко Євге́ния Олекса́ндривна؛ 18 ديسمبر 1916- 15 يونيو 1999) كانت مهندسة معمارية أوكرانية. حصلت على جائزة شيفتشينكو عام 1971؛ لتأليف مشروع قصر "أوكرانيا".

## النشأة والتعليم
ولدت يفهينيا عام 1916 في عائلة من المهندسين المعماريين. كان جدها لأمها يفهيني تولستوي مهندسًا ومعماريًا، كما عمل رئيسًا لقصر ماريانسكي.
تخرج والداها من قسم الهندسة المعمارية في مدرسة فنون كييف. واصل الأب ألكسندر دراسته في الأكاديمية الوطنية للفنون الجميلة والعمارة، وأصبح مهندسًا معماريًا معروفًا، ومعلمًا، ومؤلفًا لكتب عن الفن المعماري في كييف، وحصل على درجة مرشح العلوم في الهندسة المعمارية.
في المدرسة كانت تفضل دروس الرسم، وعملت كفنانة في مجلس تحرير صحيفة المدرسة. في المنزل، غالبًا ما كانت ترسم بالألوان المائية. كانت مغرمة خصوصاً بالرسم في الهواء الطلق.
في عام 1931، أنهت مدرستها ذات السبع سنوات، ودخلت كلية الهندسة المعمارية في المدرسة الفنية للبناء.

## الحياة المهنية
عملت منذ عام 1934 في صناعة العمران، وأثبتت نفسها كمديرة قادرة ومسؤولة، حيث عملت كمساعدة مهندس معماري في إحدى ورش التصميم المعماري.
في 1935-1941، درست في جامعة كييف الوطنية للبناء والهندسة المعمارية تحت إشراف المهندسين المعماريين المشهورين أولكسندر فيربيتسكي وبيترو يورتشينكو. خلال هذا الوقت، دافعت عن أطروحتها حول موضوع "قصر ثقافة مصنع أرسنال في كييف".
منذ عام 1943، كانت تعمل في كييف على ترميم وإعادة تشييد المباني؛ التي دمرتها الحرب: مباني جامعة كييف، وقصر ماريانسكي، ومبنى البنك السابق في خريشاتك، وقاعة مجلس الجامعة التقنية الوطنية البوليتكنيك في أوكرانيا، ومنذ عام 1945 في مشروع معهد "ديبروسيفيلبرومبود".

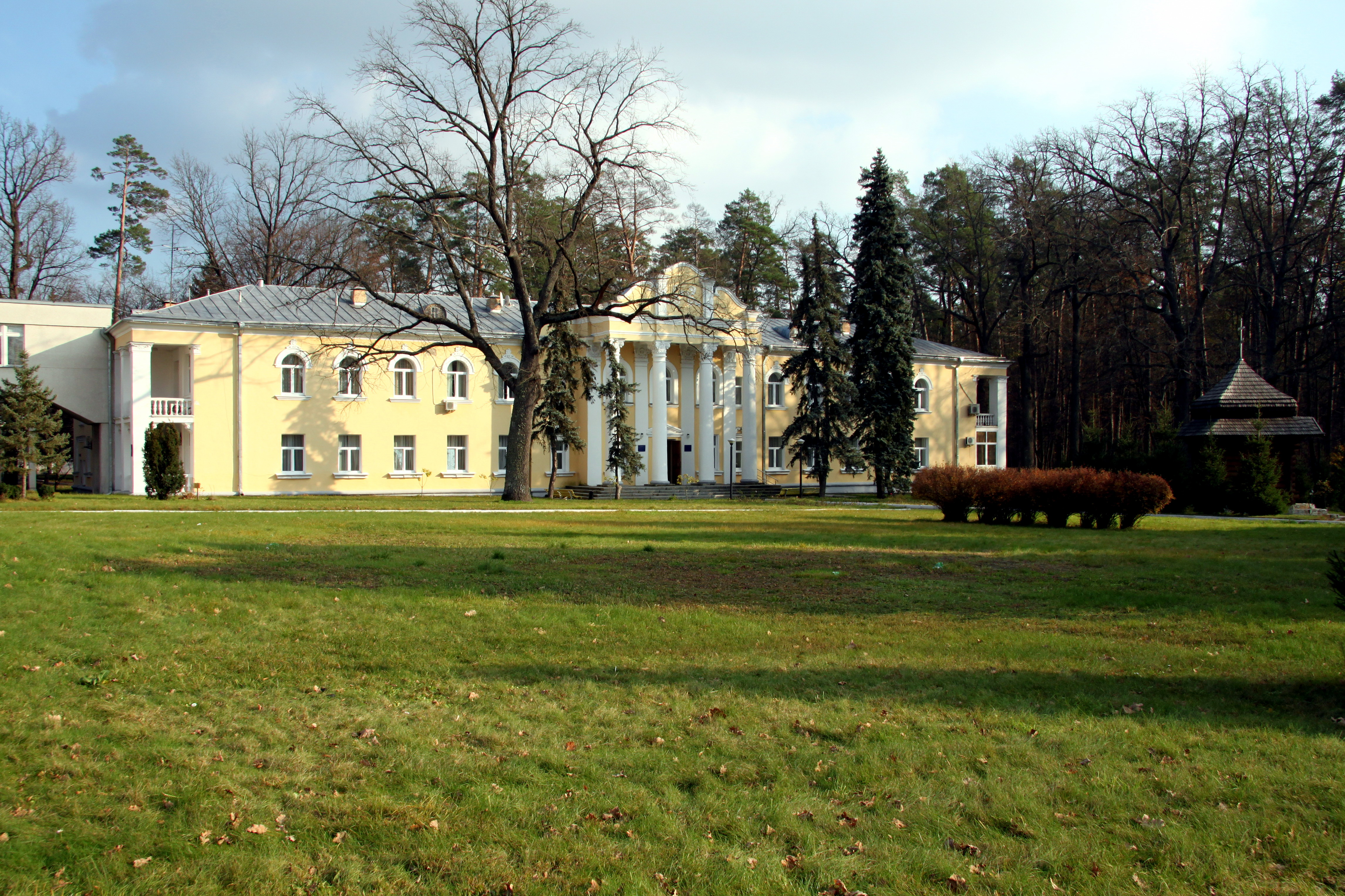
مبنى معالجة المياه بالمنتجع(1948–1949)

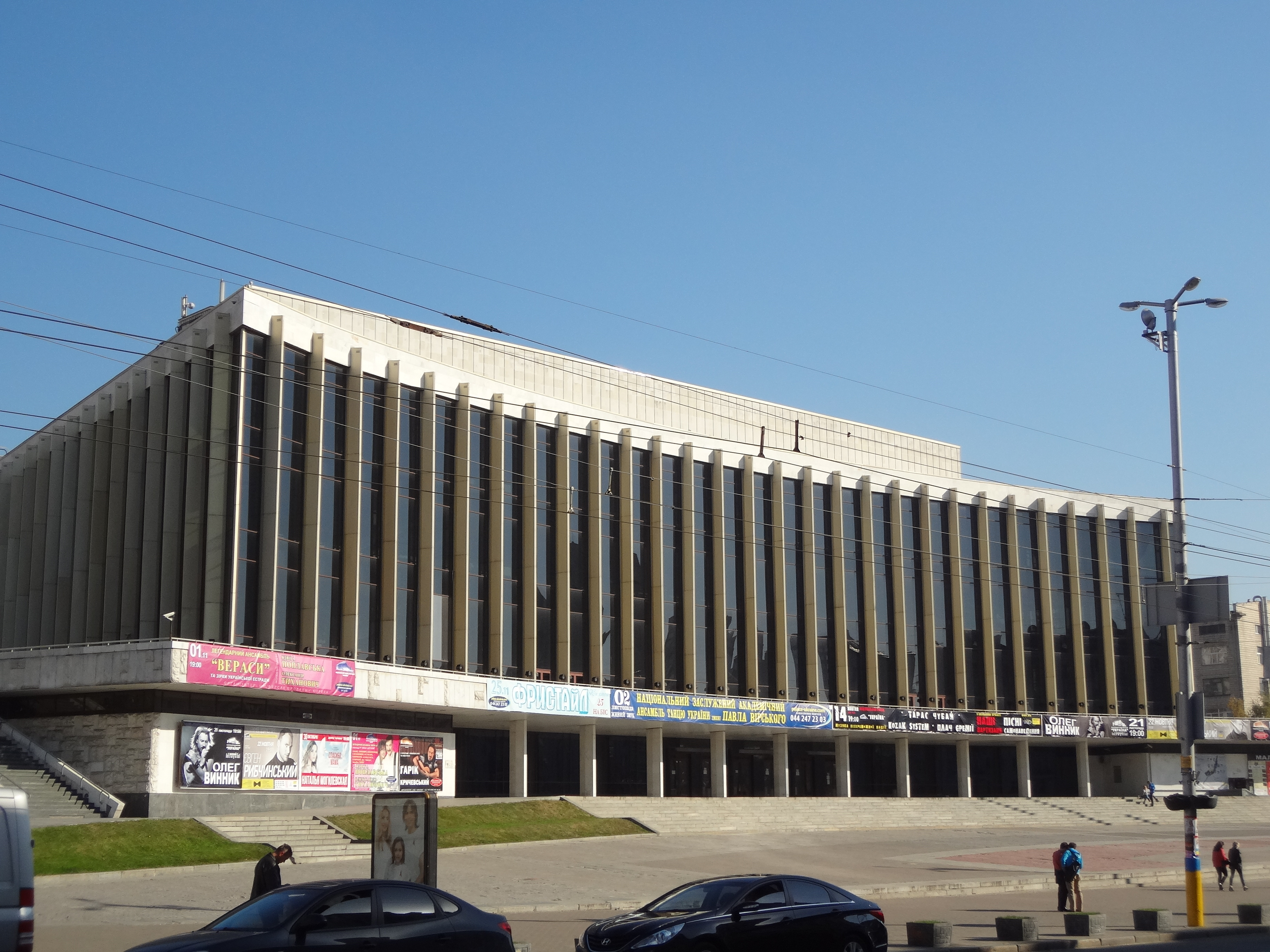
قصر"أوكرانيا"

كان أول تجسيد بارز وهام لعمل يفهينيا هو مشروع مجموعة منتجعات لمعالجة المياه في بوششا فوديتسيا، والذي كان يقع في ذلك الوقت خارج حدود مدينة كييف. تم تطوير المخطط العام للمجمع الطبي في عام 1946. وتم تنفيذ المزيد من التصميم والبناء لمدة 20 عامًا تقريبًا.
لتصميمها ومشاركتها في بناء منتجع "30 عامًا من أوكرانيا السوفيتية"، حصلت يفهينيا مارينتشينكو على جائزة وشهادة فخرية في مسابقة الجمهورية لأفضل المنشآت المبنية في الهندسة المدنية في عام 1949.
يعد المركز الأصلي للمنتجع، والذي تمت إعادة تسميته في التسعينيات باسم" بوشتشا اوزيرنا Pushcha-Ozerna"، نصبًا معماريًا معترفًا به في العقد الأول بعد الحرب في القرن العشرين.
أثناء العمل في مجموعة من المنتجعات، قامت بإنشاء أكثر من 70 مشروعًا؛ يخدم أغراضًا مختلفة، تم تنفيذ أكثر من 30 من هذه المشاريع، بما في ذلك:
- منازل سكنية في كييف في شوارع ناجيرنيا، زولوتوستيفسكا، باستونيا، ميخايلو بويتشوك وطريق بوفيتروفلوتسكي
- أحياء جديدة في أوديسا وخيرسون وخاركيف
- مقاطعة نوفوبيليتتشي السكنية في كييف
- قرية العمال في قناة جنوب أوكرانيا بالقرب من قرية نوفوكييفكا

منذ بداية الستينيات، كانت تعمل ضمن فريق إبداعي في مشروعها الأكثر شهرة – تشييد قصر "أوكرانيا".
في عام 1971، حصلت يفهينيا مارينتشينكو وفريقها على جائزة تاراس شيفتشينكو الحكومية لجمهورية أوكرانيا الاشتراكية السوفيتية، واللقب الفخري "مهندس معماري فخر لجمهورية أوكرانيا الاشتراكية السوفيتية" عن تشييد قصر "أوكرانيا". في التسعينيات، حصل المبنى على الحماية كنصب تذكاري معماري.
في عام 1973 (فبراير-مارس) تم إرسالها إلى العراق مع مجموعة من المتخصصين، حيث قامت برسم مخططات المشروع لإنشاء قصر ثقافة بغداد.
في عام 1975، ومن تأليفها، نُشرت الطبعة الأولى من كتاب "قصر الثقافة "أوكرانيا" في كييف" باللغات الأوكرانية والروسية والإنجليزية. وصدرت الطبعة الثانية عام 1979.
من عام 1980 وحتى وفاتها، عاشت في كييف في العنوان: 10 شارع مالا جيتوميرسكا. وفي نهاية حياتها، تعاونت بنشاط مع الجمعية الأوكرانية لحماية الآثار التاريخية والثقافية. توفيت في 15 يونيو 1999.